# Jan Saeed
Jan Malilk Saeed (ur. 7 czerwca 1986) – afgański zapaśnik walczący w stylu wolnym. Zajął siedemnaste miejsce na igrzyskach azjatyckich w 2018. Wicemistrz Igrzysk Azji Południowej w 2016. Piąty na igrzyskach Solidarności Islamskiej w 2017 roku.